# Месаория
Месаорѝя (на гръцки: Μεσαορία; на турски: Mesarya; на английски: Mesaoria) е полухълмиста равнина в Кипър, чието име на гръцки език означава „между планините“. Това е единствената голяма култивирана територия, най-плодородната част на страната, наричана „Житницата на Кипър“. Месаория е и най-уреденият район на острова, като в него са разположени десетки села и много от най-големите градове, включително столицата Никозия. Това е и най-гъсто населената територия на страната. След турската инвазия по-голямата част от равнината остава в Севернокипърската турска република.

## География
Равнината Месаория пресича целия остров от изток на запад. Простира се на изток до залива Фамагуста, на запад – до залива Морфу, а на север и юг опира в планини. На юг това е веригата Троодос, а на север – Пентадактилос.
Най-високата част на равнината се издига на 325 m над морското равнище, средната надморска височина е 100 метра, а заетата от нея площ е около 1000 km2. Дължината ѝ е приблизително 65 km, а ширината варира от 10 до 20 km.

### Климат
Климатът в Кипър е типично средиземноморски – с дълго и горещо лято, последвано от мека, дъждовна зима. Тъй като климатът преминава през дълги периоди на суша и реките са маловодни, управлението на водните ресурси е един от най-важните проблеми на острова. Климатичните условия през лятото не са комфортни, тъй като температура често се повишава над 40 °C и почвата става много суха. Валежите в Месаория достигат едва 300 mm годишно и падат през зимните месеци от ноември до март. През лятото дъжд може да падне само при редките гръмотевични бури и водата веднага попива в почвата. Годишно Кипър има около 340 слънчеви дни.
В по-голямата си част Месаория е плоска, гола равнина, със съвсем малко дървета, с изключение на тези, засадени като преграда срещу вятъра. През голяма част от годината, поради ниското ниво на валежите, които получава, се характеризира като полупустинна.

### Води
В Кипър почти няма постоянни реки, повечето са маловодни и сезонни, като достигат до морето само през есента и зимата. Най-важните от тях, извират от планината Троодос и протичат през Месаория. Това са:
- Педиеос (Πεδιαίος, турски Kanlıdere) – в древни времена на нея са разположени градовете Тамасос и Ледра, а в наши дни преминава през Никозия и се влива в залива Фамагуста. Това е най-дългата река в Кипър с дължина 100 km.
- Ялия (Γιαλιά, турски Çakıllı Dere) – протича през голямото село Дали и през дъждовния период се влива в залива на Фамагуста. Дължината ѝ е 88 km.
- Серахис (Σερράχης, турски Серахи) – тече на запад, влива се в залива Морфу и е дълга 55 km.

Почвите са благоприятни за отглеждане на селскостопански култури, но тази дейност е възпрепятствана от редките и непредсказуеми валежи. По-голямата част от тях са носени от северните ветрове. До известна степен липсата на дъжд се компенсира от сезонните водни течения, идващи като отток от планината Троодос.
Приливите и отливите по Средиземноморието обикновено са с малък диапазон и заливната крайбрежна ивица на Месаория е широка само около 30 – 40 cm.

### Геология
Геоложката история на Кипър започва през горната креда преди около 70 милиона години със засилено утаяване в морето, което от своя страна става все по-плитко. Седиментационният процес започва с отлагане и формиране на бентонити и вулканокластити. През палеоцена преди 65 милиона години започва утаяване на карбонати, пелагични мергели и креди с характерен бял цвят в присъствието или отсъствието на кварц. Развитието на тази формация е представено от четири стратиграфски члена – два вида мергели, креди, прошарени от слоеве кварц и компактни креди.
В края на миоцена, в резултат на откъсването на Средиземно море от Атлантическия океан и изпаряването на водата, на мястото на Месаория се образува формация от гипс и гипсови мергели, които обхващат цялата долина. През плиоцена преди 5 милиона години, с обединението на Средиземно море с океана, започва нов цикъл на седиментация. В областта около Никозия се отлагат жълти и сиви алевролити, пластове калцитни пясъчници и мергели, смесени с междинни калцитни слоеве. Кластичните седиментни скали са най-важните водоносни хоризонти на острова. Те се намират главно в източната част на Месаория, Акротири, Пафос и делтите на реките.
Геоложки, в голямата си част долината Месаория се състои от седиментни скали от горната креда. Това са бентонити, вулканокластити, мергели, креди, кварц, варовици, варовити пясъчници, кластични седименти и чакълести депозити.
Месаория е образувана от морски отлагания, предимно от кватернера. Представлява обширна алувиална площ, която включва поредица от две или три геоложки тераси, разположени в широка лента. На запад от градчето Каялър тя се превръща в изключително тясна ивица от варовикови скали, слизащи почти до морето.
Поради обезлесяването, голяма част от равнината е покрита с „кафкала“, което е местният термин за калциев карбонат, силно уплътнен под горния почвен слой и трудно пропускащ вода. Единствените растения, които се развиват добре върху тази повърхност, като жълтия синап и маргаритата от вида Glebionis coronaria, се изяждат бързо от пасищните животни, поради което почвата е силно ерозирана.

### Ландшафт
В миналото Месаория е била покрита с редки борови и кедрови гори, които са изсичани и ползвани като строителен материал за кораби и сгради. Селяните изсичат останалата част за горене, а козите опасват младите покълнали растения. В края на 1800-те години те вече са изцяло унищожени и заменени с обработваеми земи. Поради липсата на дървета ерозията става сериозен проблем за населението.
Някои области от равнината са заети от блатисти терени, които постоянно намаляват в резултат на увеличената селскостопанска дейност, свързана с бързото нарастване на населението. Въпреки това все още се срещат блата, главно по крайбрежните части на района около залива Гюзелюрт, в близост до Фамагуста и около някои речни корита в централната част на низината.
Бреговата линия е пясъчна, камениста или пясъчно-камениста. Южната страна на полуостров Карпасия и цялото протежение на северния бряг са изпъстрени с малки заливчета, повечето от които осигуряват безопасно закотвяне на малки, плиткогазещи кораби. В много от тях са намерени следи от древни диги или малки пристанища. В района на юг от Акдениз има красив пясъчен плаж с уникална борова гора, атракция за туристите.
Крайбрежните води са местообитание на морски охлюви, редки морски костенурки, различни малки мекотели и на дребни ровещи раци, чиито дупки се виждат по плажовете. Водите около острова са най-чистите, останали в Средиземно море.

## Стопанство

### Земеделие
Месаория е земеделското сърце на Кипър, но добивите зависят изцяло от зимните валежи и напояването от реките. Културните насаждения са преобладаващо зърнени и особено в централните и източните части дават много добра реколта, което има съществено значение за икономиката на Северен Кипър. В източната част се отглеждат зърнени култури, главно жито и ечемик. В западната, която се напоява от реки, извиращи от Троодос и допълнително от иригационни съоръжения, се отглеждат картофи, зеленчуци, бобови и фуражни растения.
В крайбрежните зони на равнината са организирани поливни цитрусови градини. Тяхното неконтролируемо разрастване през 1960-те години е причина за засоляване на подпочвените води и последвалото засушаване на района.
Равнината е покрита и с много изкуствени тераси, на които се отглеждат маслинови и рожкови насажденията и често достигат високо в планината. На червеникавите почви около Yali се отглеждат цитрусови култури и зеленчуци.

### Транспорт
В източната част на Месаория е изградена магистрала, свързваща Саламис, Китион и Khutry. Заедно с автомагистралата от Солой, през Тамасос и Треметусия до Саламис образува приблизително равностранен триъгълник.
Малко хора днес помнят, че островът е имал изградена железопътна система. В продължение на около 50 години влаковете се движат през обширната територия на Месаория, свързвайки западното пристанище Каравостаси с главния източен порт Фамагуста. Дължината на жп линията е 60 km, а гари са изградени на всеки 3 – 4 километра.
Влаковете се движат с въглища, внасяни от Англия или Египет. Водата, ползвана от машините е предварително омекотявана по химичен път, а светлините са произвеждани от ацетиленови лампи. Главният проблем, стоящ пред железопътния транспорт, е поддръжката на мостовете, които често са отнасяни от внезапни порои.
Между Фамагуста и Никозия се движат два пътнически влака дневно във всяка посока. Пътуването между двата града отнема около два часа, а влаковете се движат със скорост между 32 и 48 km/h. Клонът до Каравостаси се използва само за товарен транспорт, който е най-важен за страната.
В средата на 1940-те години се появяват дизеловите локомотиви, с каквито Кипър не успява да окомплектова своят жп транпосрт. Последният влак на острова се движи на 31 декември 1951 година от Никозия за Фамагуста. С това ползването и развитието на железопътния транспорт в Кипър е окончателно прекратено. На някои места все още се виждат следите от него, като най-запазени са релсите и стар парен локомотив в парка, разположен на 1 km северно от Морфу, и железопътният тунел близо до Фамагуста.